# Heinrich von Horn
Heinrich von Horn († 23. September 1408 in der Schlacht von Othée) war einer der Anführer beim Aufstand der Einwohner der Stadt Lüttich gegen den Landesherrn, den Bischof von Lüttich. Er fiel in der entscheidenden Schlacht gegen eine den Bischof unterstützende Fürstenkoalition.

## Leben
Heinrich von Horn war der zweite Sohn von Dietrich von Horn († nach 1378) aus dem Haus Horn und Katharina Berthout († 1380). 1381 war er Herr von Perwez und Wambeek, im Jahr 1406 Gouverneur von Brabant. Er war seit 1384 mit Marguerite de Rochefort, Dame d’Ochain, Tochter von Wery de Rochefort, Seigneur de Haneffe et d’Ochain, verheiratet. Aus dieser Ehe hatte er drei Kinder:
- Dietrich von Horn, † 23. September 1408, 1397 Kanoniker an der Lambertuskathedrale Lüttich, 1406 Elekt von Lüttich
- Johann von Horn, † 1447, Herr von Perwez, Duffel etc., Seneschall von Brabant
- Johanna von Horn, † vor 1460

## Aufstand der Einwohner Lüttichs
Heinrichs Vetter, Bischof Arnold von Horn, war 1389 gestorben, als sein Nachfolger wurde der 17-jährige Johann von Bayern, jüngerer Sohn von Albrecht I. von Bayern, Graf von Hennegau, Holland und Zeeland, zudem Enkel des Kaisers Ludwig IV. und Bruder von Wilhelm IV. von Hennegau, gewählt und im Juli 1390 inthronisiert.
Johanns hochmütiger und autoritärer Charakter führte dazu, dass er sich mit den Einwohnern Lüttichs nicht verstand, die darauf achteten, dass ihre über lange Zeit erworbenen Rechte und Freiheiten nicht angetastet wurden. Ein geringfügiges Ereignis – Einwohner von Seraing hatten nach alter Gewohnheit in einem Wald der Bischofs Holz geschlagen und waren dafür verurteilt worden – provozierte eine Erhebung der Bevölkerung unter Führung einer radikalen Gruppen, den Hait-droits. Nach einigen Anzeichen einer Beruhigung der Situation trieb die Herrschaft Johanns die Stadt schließlich in den Aufstand: Johann wurde abgesetzt und floh nach Maastricht, Heinrich von Horn wurde zum Mambour (Verwalter) des Bistums eingesetzt, sein Sohn Dietrich, der als Kanoniker an der Kathedrale Lüttich Dienst tat, zum Bischof ernannt. Johann von Bayern rief seine Familie zu Hilfe und erhielt sie umso bereitwilliger, weil der Herzog von Burgund schon seit langem danach trachtete, die Herrschaft über die Region zu erlangen.
Die burgundische Armee marschierte auf Lüttich. Heinrich von Horn war sich über die Unterlegenheit seiner Streitkräfte gegenüber den Berufssoldaten des Herzogs im Klaren und schlug daher vor, die Lütticher Truppen auf die umliegenden Dörfer zu verteilen, um Burgund in einen Abnutzungskrieg zu zwingen. Die Hait-droits widersetzten sich dem Plan und zwangen Horn, sich den Angreifern entgegenzustellen. Heinrich von Horn plante nun, die gegnerische Vorhut sofort anzugreifen, von der er wusste, dass sie sich weit vom burgundischen Hauptheer entfernt hatte. Johann Ohnefurcht erfuhr durch Spione von der Absicht und führte seine Truppen wieder zusammen.
Am 23. September 1408 nahmen die Lütticher auf einem kleinen Hügel auf der Ebene von Othée südlich von Tongern Aufstellung, den sie rasch mit Verteidigungsanlagen bestückt hatten. Ihre Armee bestand vor allem aus Fußtruppen, einigen (englischen) Bogenschützen bzw. Reitern, die zu beiden Seiten der Fußtruppen aufgestellt wurden. In der Mitte befand sich der Gonfanon des Heiligen Lambertus, der den Truppen Mut machen sollte. Gegenüber reihten sich Reiter aus Flandern, Hennegau, Brabant und Burgund auf. Johann Ohnefurcht behielt tausende von Fußsoldaten und 400 Reiter als Reserve zurück, mit denen er die Flanken des Gegners angreifen wollten, sobald die Schlacht begonnen hatte.
Der Ausgang der Schlacht blieb offen, bis die burgundische Reserve eingriff. Die Bürgerarmee wurde nun von allen Seiten eingeschnürt, so dass viele niedergetrampelt wurden und erstickten. Die übrigen wurden auf dem Schlachtfeld niedergemetzelt, da der Herzog verboten hatte, Gefangene zu machen. Heinrich von Horn, sein Sohn Dietrich und weitere wichtige Anführer der Lütticher fielen in den Kämpfen.
Dem Sieg der burgundischen Armee folgte eine völlige Unterdrückung des Gegners. Außer den Toten auf dem Schlachtfeld ließ Johann Ohnefurcht die Hait-droits und die Familien der Rebellen hinrichten, darunter auch die Witwe Heinrich von Horns. Johann von Horn, der zweite Sohn Heinrichs, blieb hingegen unbehelligt, konnte das Erbe seines Vaters antreten und wurde später sogar zum Seneschall von Brabant ernannt.